# Helenametra perplexa
Helenametra perplexa is een haarster uit de familie Antedonidae.
De wetenschappelijke naam van de soort werd in 1966 gepubliceerd door Ailsa McGown Clark.